# Молефхе, Малебого
Малебого Молефхе (англ. и тсвана Malebogo Molefhe; род. ок. 1980) — ботсванская баскетболистка, ставшая активисткой по борьбе с гендерным насилием после инцидента, в котором в неё стреляли восемь раз. В 2017 году она была удостоена Международной ежегодной женской премии госсекретаря США «За храбрость» за свою деятельность.

## Биография
Малебого Молефе родилась в 1980 году. Она профессионально играла в баскетбол с 18 лет и даже вызывалась в национальную сборную. Она проживала в Маньяне, на юге Ботсваны.
Бывший бойфренд Молефе напал на неё в 2009 году, выстрелив восемь раз. Ей в то время было 29 лет. Нападавший, которого описали как «невменяемого», затем застрелился. Малебого же выжила и оправилась от нападения, но осталась прикованной к инвалидному креслу из-за травмы позвоночника.
Молефхе стала выступать в качестве защитника жертв гендерного и домашнего насилия на радио Ботсваны. Она организовывала семинары и проводила тренинги в сотрудничестве как с государственными, так и с неправительственными организациями Ботсваны. Молефхе признаёт, что в её стране существуют культурные аспекты, которые не могут препятствовать гендерному насилию, и она стремится как можно громче заявить о необходимости перемен в этой сфере.
Молефхе стремится развить у молодых девушек самоуважение, которое помогло бы им противостоять гендерному угнетению и другим видам домашнего насилия. Она совместно с министерством образования Ботсваны создала программу для детей, рассказывающую им о гендерном насилии в домашних условиях. Молефхе также поощряет занятие спортом среди женщин и людей с инвалидностью.
29 марта 2017 года в Вашингтоне она и ещё 12 женщин из разных стран были удостоены Международной ежегодной женской премии госсекретаря США «За храбрость». Молефхе стала первой женщиной из Ботсваны, получившей такую награду. По данным Фонда ООН в области народонаселения, более двух третей ботсванских женщин в своей жизни сталкивались с тем или иным видом гендерного насилия.